# Georgia Charuhas
Georgia Charuhas Donham (Chicago, Estados Unidos, 1943 - Mérida, Yucatán, México, 18 de junio de 2023) fue una artista, galerista y diseñadora de moda radicada hace más de cuarenta años en Mérida (Yucatán, México). Estudió en el Instituto de Arte de Chicago y sintió gran cercanía con la cultura yucateca y maya. Su obra se desplazó entre la escultura, óleo, acuarela, acrílico, collage y dibujo, manifestando reflexiones acerca del cuerpo femenino, en su intimidad, seducción y delicadeza. 

## Biografía
La artista es hija de madre escocesa-inglesa y de padre de origen griego, estudió en el Instituto de Arte de Chicago en la década de los años 1960, estuvo casada en Estados Unidos, y durante un tiempo vivió en Puerto Vallarta, para radicarse finalmente en Mérida. Actualmente se dedica a pintar y administrar su tienda en Cancún. Su conciencia espiritual la llevan a compartir con 14 gatos y 5 perros, siendo incluso colaboradora de AFAD (Albergue Franciscano del Animal Desprotegido A.C. de Mérida). La artista tiene problemas de artritis y ha debido implementar el uso de una silla de ruedas para sus desplazamientos cotidianos, sin embargo, no se ha visto impedida de mantenerse cercana y activa en la escena artística.

## Exposiciones
- 2018: Exposición “The Sorceras”[4]  en el Museo Fernando García Ponce-Macay.
- 2017: Exposición “Sureste. Artistas residentes en Yucatán. Colecciones Pago en Especie y Acervo Patrimonial de la SHCP”
- 2016: “Georgia Charuhas: Adentro del espejo” en el Museo José Luis Cuevas, Ciudad de México.
- 2016: “La otra historia de Alicia” en el Museo de la Secretaría de Hacienda y Crédito Público.
- 2016: “La Noche Blanca” en la Galería de Arte Municipal de Mérida.[5]
- 2015: “Mérida Gráfica Contemporánea” en el Centro Cultural Olimpo.[6]
- 2011: "Leyendas de Horizontes perdidos" en el Museo Fernando García Ponce-Macay.[7]
- Exposiciones en Alemania, Santiago de Chile, Londres, Nueva York, Chicago, Francia y Australia.[8] Mientras que al interior de México su obra ha sido exhibida en Tecolotlán, Guadalajara, Ciudad de México y Mérida.[9]

## Premios
- 1965: Premio “Joseph Eisendrath” por el Instituto de Artes de Chicago.                      .
- 1995: Primera Mención Honorífica en la Bienal de Yucatán.
- 1997: Mención Honorífica de Grabado en la Bienal de Yucatán.
- 2004: Mención Honorífica de Pintura en la Bienal Internacional de Yucatán.

## Producción artística
La artista, mediante sus obras y su trabajo de exploración busca rastrear “la sensibilidad femenina, el universo íntimo de la mujer, su brillo y sus pulsiones, su misterio y su gran poder, a pesar de todo y de todos”. Asimismo, según Óscar Muñoz, se trata de una “pintora de fantasmas mayas y griegos, grabadora de sombras y luces, hacedora de collages de historias interminables y dibujante de personajes inapelables”.